# Клізовський Олександр Іванович
Олександр Іванович Клізовський (2 січня 1874, Сувалки, Царство Польське — 29 квітня 1942, Петропавловськ, Казахстан) — письменник, популяризатор Теософії та Вчення Живої Етики.

## Життєпис
Народився 2 січня 1874 року в місті Сувалки (Польща). Походив із селян Гродненської губернії. Батько служив при імператорі Миколі I штабним трубачем у 14-му уланському полку. 
Навчався у Сувалкській гімназії. У 1891 році вступив на військову службу до 19-го стрілецького полку.
У 1893 році розпочав навчання у військовому училищі в місті Вільно, яке закінчив у 1895 році. Після цього був направлений до полку, що дислокувався у Ризі, де служив до початку Першої світової війни. За цей час дослужився до чину капітана.
У 1906 році, під час революційного руху в Латвії, вирушив до Вільно, щоб завершити навчання в Академії Генерального штабу. Однак через конфлікт з керівництвом не зміг закінчити академію. 
Служив у Червоній армії протягом трьох місяців як військовий керівник на курсах загального військового навчання в Києві. Незабаром ці курси були розформовані.
Пробув у Київському караульному батальйоні приблизно два місяці, після чого перейшов на службу до міста Черкаси на посаду помічника командира державної варти. Тут також прослужив близько двох місяців.
Після евакуації з Черкас і прибуття до Одеси продовжив службу в караульному батальйоні. 
На самому початку Першої світової війни, у 1914 році, був поранений і потрапив у полон до німців. У полоні перебував 4 роки і 4 місяці.
Після повернення з полону повернувся до Риги, де залишилася його квартира з усім майном. Однак усе виявилося розграбовано німцями. Декілька років займався малярством, а в середині 1920-х років одружився.
Олександр Клізовський жив у Пардаугаві разом із дружиною та прийомною донькою Глафірою, яку в сім'ї називали Ірою. Його дружина, Альма Георгіївна Ріббе, була балтійською німкенею.
На початку 1920-х років почав відвідувати гурток східної філософії В. А. Шибаєва, а пізніше приєднався до групи Ф. Д. Лукина. З 14 березня 1940 року був обраний членом правління "Латвійського товариства Реріха".
У вільний час займався вивченням східної філософії та почав писати книги на цю тему.
- Перша книга – «Основи світогляду Нової епохи» – вийшла у 1934 році.
- Другий том – 1936 рік.
- Третій том – 1938 рік.

Окрім письменницької діяльності, захоплювався живописом – особливо любив малювати монастирі та портрети людей. Його картини прикрашали як його власний дім, так і приміщення Реріхівського товариства на вулиці Елізабетес, будинок 33.
Був прихильником ідей Реріхів та Олени Петрівни Блаватської. З 8 лютого 1934 року вів листування з Оленою Іванівною Реріх та Миколою Костянтиновичем Реріхом у зв’язку з написанням свого тритомного твору «Основи світогляду Нової епохи». 
Після приєднання Латвії до СРСР, великий будинок, збудований і належний Олександру Клізовському, був "націоналізований" радянською владою.
Увечері 23 червня 1941 року його заарештували за звинуваченням у «контрреволюційній діяльності» співробітники НКДБ Латвійської РСР та відправили етапом до міста Петропавловськ (Казахстан). Після перебування у Ризькому централі, був переведений до загальної в’язниці № 22 у Петропавловську.
20 квітня 1942 року оперативний уповноважений УНКВС Північно-Казахстанської області на прізвище Нієдре завів кримінальну справу № 8698, у межах якої почалися допити.
29 квітня 1942 року Олександра Івановича Клізовського помістили до тюремної лікарні, де він помер від серцевої недостатності (серцевого нападу). Місце його поховання залишається невідомим.
Дружині Клізовського, Альмі, та доньці Глафірі надали неправдиву інформацію, нібито він був розстріляний у Ризькому централі. Восени 1944 року, на одному з останніх пароплавів, що відходили з гавані Андрейоста до Бреслау, вони вирушили у добровільне вигнання, не чекаючи приходу Радянської армії. Глафіра разом із чоловіком Крусом оселилася в околицях Гамбурга. Її донька Брігіта та внучка Софія мешкають у Великій Британії.
Олександр Іванович Клізовський був реабілітований у 1989 році через відсутність складу злочину.
У 1990 році в Ризі було опубліковано друге видання його брошури «Правда про масонство» (перше видання вийшло у 1934 році).